# Valbjarnarvöllur
Le Valbjarnarvöllur est un stade à multi-usages basé à Reykjavik, en Islande. Il est principalement utilisé pour les rencontres de football.

C'est le club de Þrottur Reykjavik, qui y dispute ses rencontres à domicile lors du championnat de football islandais.

Sa capacité est de 2 500 places.